# Vår sida av stan
Vår sida av stan är Ison & Filles debutalbum från 2002.

## Låtlista
| Spår | Låt Titel                   | Producent/er           | Medverkande Gäst/er  | Tid   |
| ---- | --------------------------- | ---------------------- | -------------------- | ----- |
| 1    | Intro                       |                        |                      | 00:24 |
| 2    | Ni Har Inte Sett Nåt Än     | Masse                  |                      | 04:11 |
| 3    | Låt Oss Skina               | Masse                  | Hoosam               | 05:00 |
| 4    | Ring Mig Sen                | Masse                  |                      | 05:05 |
| 5    | Fakka Ur!                   | Masse                  |                      | 03:40 |
| 6    | Bara Kärlek                 | Sekken Thautz          | Fjärde Världen & AFC | 05:30 |
| 7    | Ljus Kamera (Ruggiga Typer) | Pato Malo & First Born |                      | 03:44 |
| 8    | Allt Vi Behöver             | Oskar Skarp            |                      | 04:12 |
| 9    | Njam (Kryddor Och Smak)     | Masse                  | Advance Patrol       | 06:07 |
| 10   | Där Jag Bor                 | Masse                  |                      | 03:37 |
| 11   | Hela Vägen                  | Sekken Thautz          | Linn                 | 03:53 |
| 12   | Aldrig Mer                  | Mack Beats             | Highwon              | 07:09 |
| 13   | Borta Bra Men Hemma Bäst    | Masse                  |                      | 03:42 |
| 14   | När Vi Glider               | Masse                  | Sabo & Ju-Mazz       | 04:21 |
| 15   | Brorsan                     | Can "Stress" Canatan   |                      | 03:40 |
| 16   | Vår Värld                   | Masse                  |                      | 09:08 |

## Singlar
- Fakka Ur
- När Vi Glider